# Léo (Automarke)

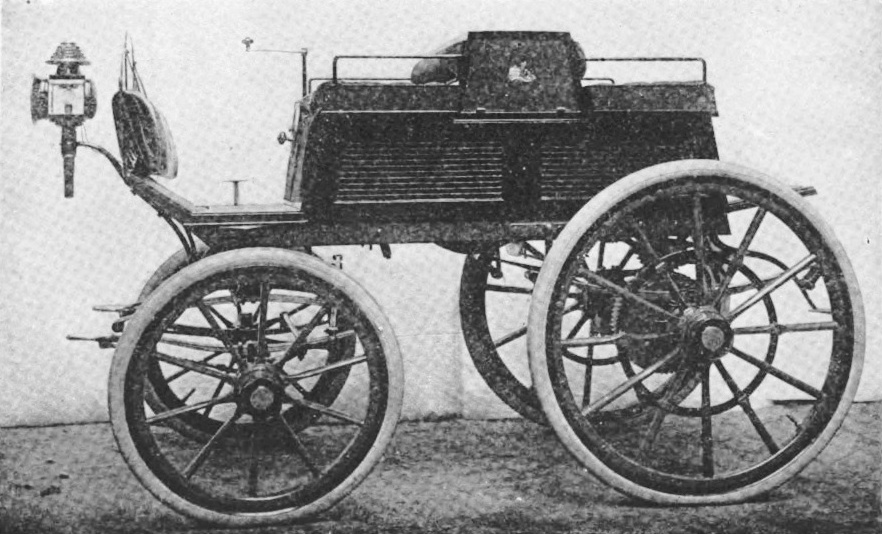
Léo 3 CV Pygmée (1896)

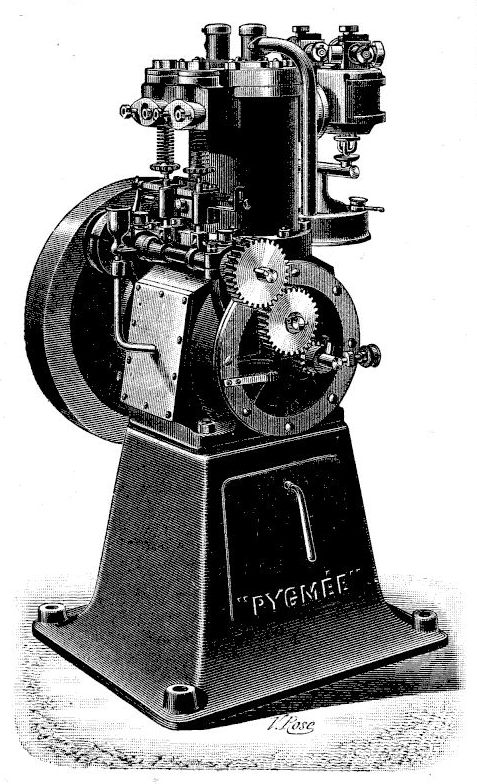
Pygmée 3 CV (1896)

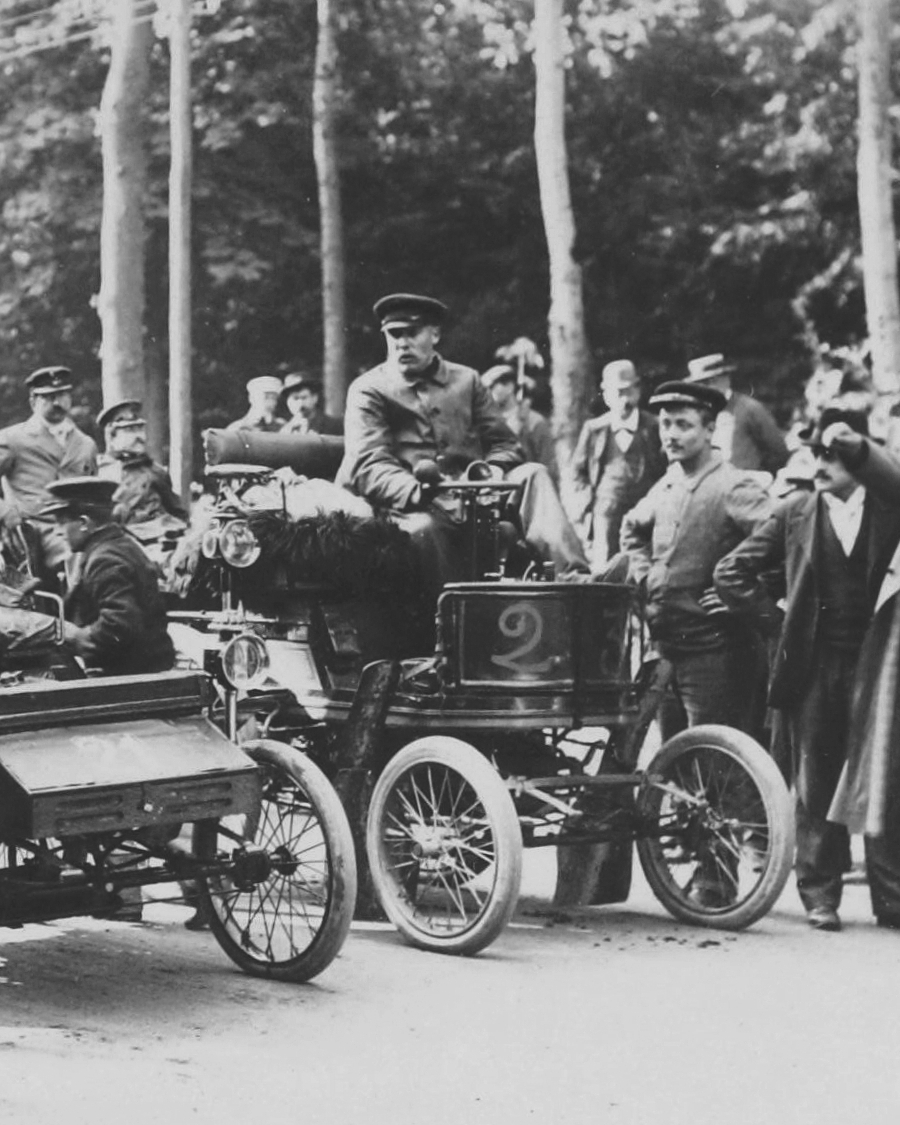
L. Lefèbvre auf Léo 6 CV (Nr. 23, 1899 Paris-Boulogne)

Léo war eine französische Automarke.

## Unternehmensgeschichte
Das Unternehmen Léon Lefèbvre aus Paris in der Rue Émile-Allez 10 begann 1896 mit der Entwicklung von Automobilen. Eine Teilnahme mit zwei Fahrzeugen am Autorennen von Paris nach Marseille und zurück war vorgesehen. Jedoch waren die Fahrzeuge nicht rechtzeitig fertig. Erst 1897 begann die Produktion. Die Fahrzeuge wurden als Léo vermarktet. 1898 endete die Produktion. Léon Lefèbvre fertigte später auch den Bolide.

## Fahrzeuge
Ab 1896 wurden zwei Modelle angeboten, die mit Zweizylindermotoren von Pygmée ausgestattet waren. Die Motorleistung betrug wahlweise 3 PS oder 6 PS und wurde über Riemen an die Antriebsachse übertragen.
Im September 1899 nahm Lefèbvre mit einem Léo 6 CV (Startnummer 23) am Rennen Paris-Boulogne-sur-Mer und wurde Zweiter in der Klasse Voiturettes bis 6 PS.